# Dunker (Hunderasse)
Der Dunker ist eine von der FCI (Nr. 203, Gr. 6, Sek. 1.2) anerkannte norwegische Hunderasse.

## Rassegeschichte
Anfang des 19. Jahrhunderts züchtete der Norweger Wilhelm Dunker für die Hasenjagd aus der russischen Harlekinbracke und anderen Laufhunden den nach ihm benannten Dunker.

## Herkunft und Geschichtliches
Mittelgroßer (bis 55 cm) Jagdhund in den Farben schwarz oder Blue-Merle (gefleckt) mit hellen falbfarbenen und weißen Abzeichen, warmes Braun und überwiegend Schwarz akzeptiert. Das Haar der Hunde ist gerade, hart, dicht und nicht zu kurz. Die Ohren sind mittelhoch angesetzt, von feinem Leder und von mittlerer Breite, gegen das abgerundete Ende hin schmaler werdend, flach und ohne Falten. Sie hängen und liegen eng am Kopf an.

## Verwendung
Jagdhund für die Niederwildjagd, Begleithund